# كاثلين مارتينيز
كاثلين تيريزا مارتينيز بيري (مواليد 1966)، هي عالمة آثار ومحامية ودبلوماسية من جمهورية الدومينيكان، اشتهرت بعملها منذ عام 2005 في البحث عن قبر كليوباترا في مصر. تترأس البعثة المصرية الدومينيكية بالإسكندرية، وتشغل حاليًا منصب وزير المستشار المكلف بالشؤون الثقافية في سفارة الدومينيكان في مصر.
كرست الدكتورة كاثلين مارتينيز حياتها للعثور على قبر كليوباترا، وهي مقتنعة أنه يقع على بعد 30 ميلا خارج مدينة الإسكندرية، في موقع معبد تابوزيريس ماغنا القديم، المخصص للإلهة إيزيس.
وحققت عالمة الآثار عددا من الاكتشافات المثيرة للاهتمام، بما في ذلك 200 قطعة نقدية ملكية تصور وجه الملكة وبقايا مومياوات مصرية رفيعة المستوى تضيف وزنا لنظريتها.